# Sojoez TM-33
Sojoez TM-33 (Russisch: Союз ТМ-33) was een Russische expeditie naar het Internationaal ruimtestation ISS dat deel uitmaakte van het Sojoez-programma. Het was de derde expeditie naar het Internationaal ruimtestation ISS van het Sojoez-programma. De expeditie bracht ruimtetoerist Mark Shuttleworth terug naar de aarde. Hij was 8 dagen eerder naar het ISS gebracht door Sojoez TM-34.

## Bemanning
| Bevelhebber       | Viktor Afanasjev 4e ruimtevlucht   | Joeri Gidzenko 3e ruimtevlucht    | Joeri Gidzenko 3e ruimtevlucht    | Joeri Gidzenko 3e ruimtevlucht    |
| Flight Engineer 1 | Claudie Haigneré 2e ruimtevlucht   | Roberto Vittori 3e ruimtevlucht   | Roberto Vittori 3e ruimtevlucht   | Roberto Vittori 3e ruimtevlucht   |
| Flight Engineer 2 | Konstantin Kozejev 1e ruimtevlucht | Mark Shuttleworth 1e ruimtevlucht | Mark Shuttleworth 1e ruimtevlucht | Mark Shuttleworth 1e ruimtevlucht |

TM-1 ·
TM-2 ·
TM-3 ·
TM-4 ·
TM-5 ·
TM-6 ·
TM-7 ·
TM-8 ·
TM-9 ·
TM-10 ·
TM-11 ·
TM-12 ·
TM-13 ·
TM-14 ·
TM-15 ·
TM-16 ·
TM-17 ·
TM-18 ·
TM-19 ·
TM-20 ·
TM-21 ·
TM-22 ·
TM-23 ·
TM-24 ·
TM-25 ·
TM-26 ·
TM-27 ·
TM-28 ·
TM-29 ·
TM-30 ·
TM-31 ·
TM-32 ·
TM-33 ·
TM-34